# Бландрата, Джорджо
Джо́рджо Бландра́та (Биандра́та; итал. Giorgio Biandrata; ок. 1515, Салуццо — 5 мая 1588, Алба-Юлия) — итальянский врач и религиозный деятель антитринитарского толка.

## Биография
Представитель некогда влиятельного итальянского рода Де Бландрате, родился в Салуццо в Пьемонте. Был младшим сыном в семье Бернардино Бландрата. Учился на медицинском факультете университета Монпелье, после окончания которого в 1533 году специализировался на функциональных и нервных расстройствах у женщин. В 1544 году совершил свою первую поездку в Трансильванию, в 1553 году вместе с Джованни Паоло Алциати посетил Гризон, в 1557 году провел год в Женеве, где конфликтовал с последователями Жана Кальвина, придерживавшихся менее радикальных идей.

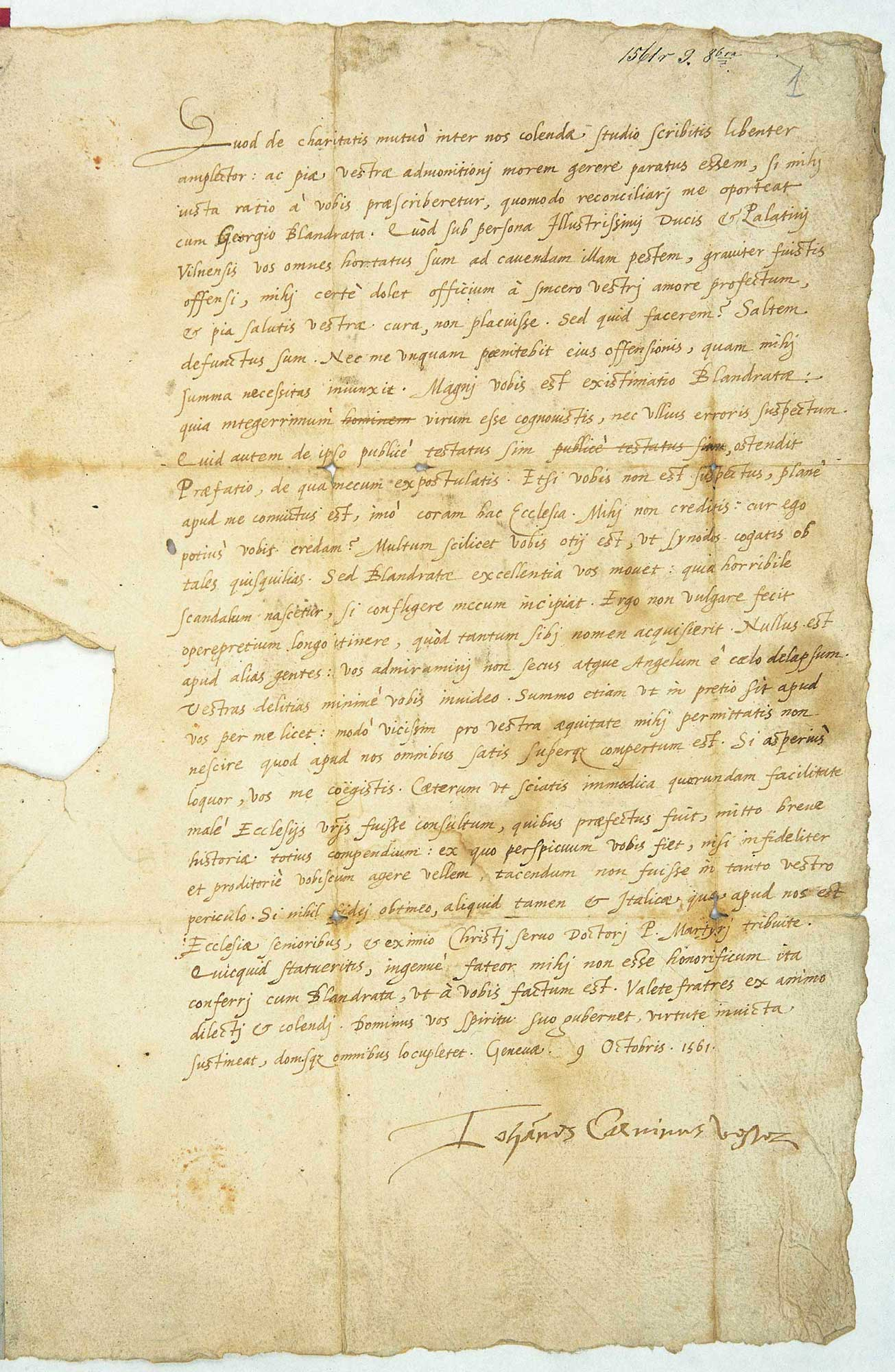
Письмо Жана Кальвина кальвинистскому синоду в Вильне с осуждением взглядов Бландраты

В 1558 году он уехал в Польшу, известную в то время религиозной терпимостью. Бландрата стал лидером еретической партии на соборах соборов в Пиньчуве (1558) и Ксёнже (1560 и 1562), был замечен известным меценатом кальвинистом Николаем Радзивиллом Чёрным, который стал покровительствовать ему, несмотря на то, что Кальвин писал ему о том, что Бландрата является антитринитарием.
Николай Радзивилл представил Бландрата королю польскому и великому князю литовскому Сигизмунду II Августу и в 1561 году послал в Пинчув, чтобы он принял участие в переводе Святого Писания на польский язык. Перевод был окончен в 1563 году, после чего была напечатана Брестская Библия.
Брандрата занимал должность придворного врача вдовствующей королевы польской и великой княгини литовской Боны Сфорца, которая сама была итальянкой. Королева Бона сыграла важную роль в принятии решения о сожжении в 1539 году Катерины Вегель за отказ признать Христа сыном Бога, но после, под влиянием трудов Бернардино Окино, изменила свои взгляды на антикатолические.
В 1563 году Бландрата перебрался в Трансильванию, где выполнял те же обязанности при дворе внука Боны Сфорци Яноша Сигизмунда Запольяи. После смерти Запольяи в 1571 году Бландрата остался при трансильванском дворе на службе и князя Стефана Батория, в то время лояльно относившегося к антитринитаризму. В 1576 году Бландрата вместе с Баторием отправился в Краков, где агитировал в пользу избрания своего патрона королём польским и великом князем литовским. Бландрата не мог оставаться при католическом дворе Стефана Батория и вернулся в Трансильванию, где служил князю Криштофу, старшему брату Стефана.
В Трансильвании Бландрата активно сотрудничал с Франциском (Ференцем) Давидом, однако в 1578 году их взгляды разошлись. Чтобы повлиять на своего друга, в 1578 году Бландрата пригласил в Трансильванию известного антитринитарианского богослова Фауста Социна, однако это привело только к тому, что по настоянию Социна Давид был заключён в тюрьму, где вскоре скончался. В следующем году, после того, как Криштоф Батори пригласил в Трансильванию иезуитов, Бландрата вместе с Социном вернулись в Краков. Здесь учение Социна имело большой успех, Бландрата стал королевским врачом. Согласно иезуиту Якубу Вуеку, в 1588 году он был убит своим племянником Джорджо, сыном Альфонсо.

## Некоторые сочинения
- «Gynaeceorum ex Arystoteli et Bonaciolo … noviter excerpta de fecundatione, gravitate, partu et puerperio» (1539) — трактат по гинекологии, посвящён королеве Боне Сфорци.
- «De falsa et vera unius Dei patris, filii et spiritus sancti cognitione» (1567; «Ложное и правдивое познание Бога, Сына и Святого Духа») — теологический трактат, написан совместно с Франциском Давидом.